# Juego de las Estrellas de la Major League Soccer 1999

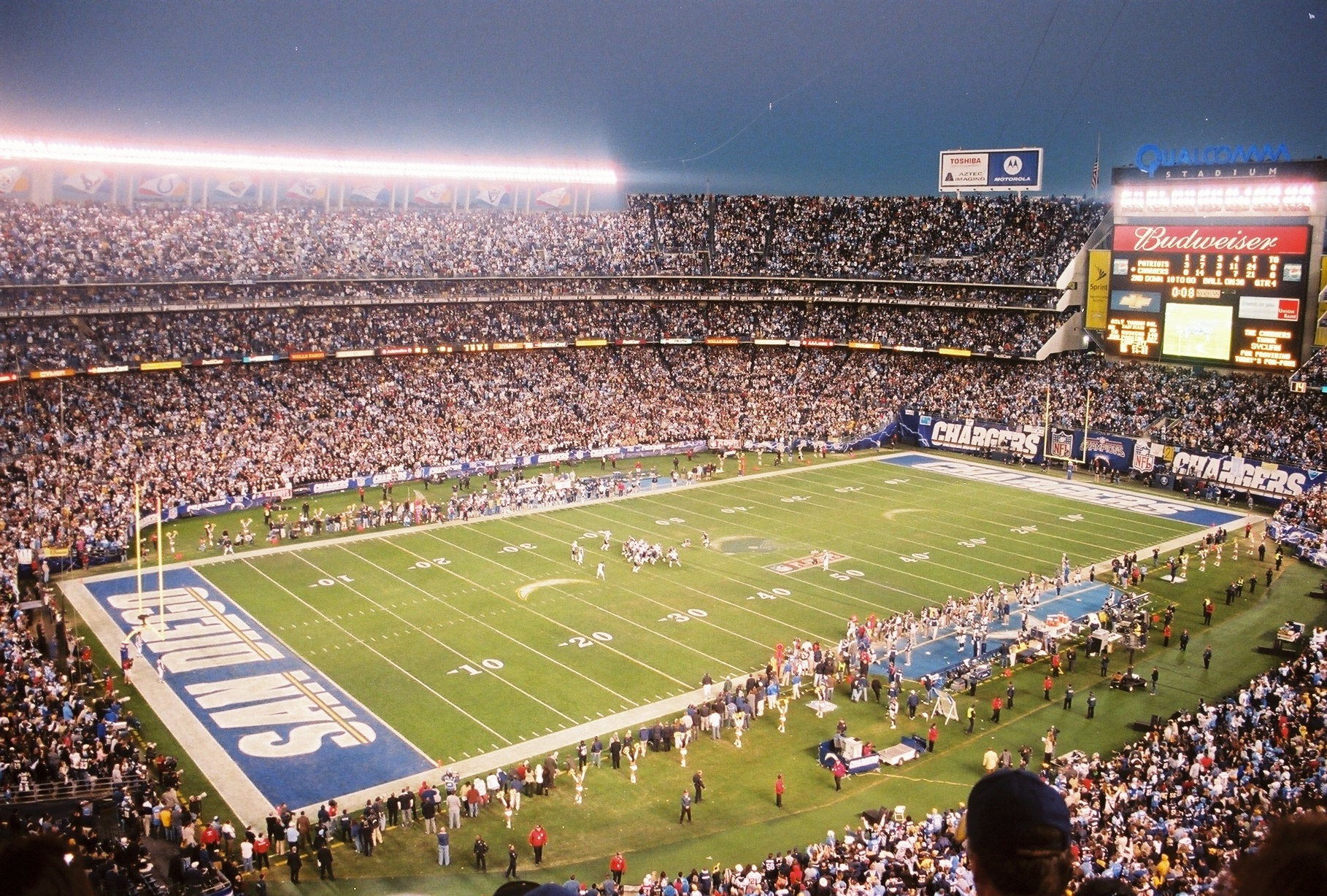
Qualcomm Stadium

El Juego de las Estrellas de la Major League Soccer 1999 fue la cuarta edición del Juego de las Estrellas de la Major League Soccer, se jugó el 17 de julio de 1999 donde participaron los mejores jugadores divididos en dos equipos que representan a cada conferencia. El partido se disputó en el Qualcomm Stadium en San Diego, California.
El equipo de la conferencia del Oeste se quedó con el partido tras vencer por 6-4 al equipo del Este.
| Este 4 | Oeste 6 |

## El partido
| POR | Tom Presthus      | 46'     |
| DEF | Eddie Pope        | 46'     |
| DEF | Jeff Agoos        | 46'     |
| DEF | Thomas Dooley     | 46'     |
| DEF | Richie Williams   | 46'     |
| MED | John Harkes       | 46'     |
| MED | Carlos Valderrama |         |
| MED | Marco Etcheverry  |         |
| MED | Ben Olsen         | 46'     |
| DEL | Brian McBride     | 46' 54' |
| DEL | Roy Lassiter      | 46'     |
| DT  | -                 |         |

| POR | Zach Thornton  | 46'         |
| DEF | Marcelo Balboa | 66'         |
| DEF | Lubos Kubik    | 46' 79'     |
| DEF | Alexi Lalas    | 46' 66' 79' |
| DEF | Cobi Jones     | 61'         |
| MED | Eddie Lewis    | 46'         |
| MED | Piotr Nowak    | 46'         |
| MED | Preki          | 46'         |
| MED | Chris Armas    | 46'         |
| DEL | Raúl Díaz Arce | 46'         |
| DEL | Roman Kosecki  | 46' 61'     |
| DT  | -              |             |

| POR | Walter Zenga      | 46'     |
| DEF | Leo Cullen        | 46'     |
| DEF | Carlos Llamosa    | 46'     |
| MED | Brian Maisonneuve | 46'     |
| MED | Mark Chung        | 46' 54' |
| DEL | Robert Warzycha   | 46'     |
| DEL | Stern John        | 46'     |
| DEL | Joe-Max Moore     | 46'     |
| DEL | Jaime Moreno      | 46'     |

| POR | Matt Jordan         | 46' |
| DEF | Mauricio Wright     | 46' |
| DEF | Robin Fraser        | 46' |
| MED | Jason Kreis         | 46' |
| MED | Paul Bravo          | 46' |
| MED | Mauricio Cienfuegos | 46' |
| MED | Ross Paule          | 46' |
| DEL | Carlos Hermosillo   | 46' |
| DEL | Ronald Cerritos     | 46' |

| Anotado | 1'         | Roy Lassiter      |
| Anotado | 62' (pen.) | Joe-Max Moore     |
| Anotado | 73'        | Carlos Valderrama |
| Anotado | 83'        | Stern John        |

| Anotado | 13' | Preki           |  |
| Anotado | 32' | Roman Kosecki   |  |
| Anotado | 36' | Cobi Jones      |  |
| Anotado | 38' | Preki           |  |
| Anotado | 84' | Mauricio Wright |  |
| Anotado | 89' | Ronald Cerritos |  |

| Árbitro             | Sandra Hunt      |
| Árbitros asistentes | Jorge Reyes      |
| Árbitros asistentes | Thomas Bobadilla |

| POR | Tom Presthus      | 46'     |
| DEF | Eddie Pope        | 46'     |
| DEF | Jeff Agoos        | 46'     |
| DEF | Thomas Dooley     | 46'     |
| DEF | Richie Williams   | 46'     |
| MED | John Harkes       | 46'     |
| MED | Carlos Valderrama |         |
| MED | Marco Etcheverry  |         |
| MED | Ben Olsen         | 46'     |
| DEL | Brian McBride     | 46' 54' |
| DEL | Roy Lassiter      | 46'     |
| DT  | -                 |         |

| POR | Zach Thornton  | 46'         |
| DEF | Marcelo Balboa | 66'         |
| DEF | Lubos Kubik    | 46' 79'     |
| DEF | Alexi Lalas    | 46' 66' 79' |
| DEF | Cobi Jones     | 61'         |
| MED | Eddie Lewis    | 46'         |
| MED | Piotr Nowak    | 46'         |
| MED | Preki          | 46'         |
| MED | Chris Armas    | 46'         |
| DEL | Raúl Díaz Arce | 46'         |
| DEL | Roman Kosecki  | 46' 61'     |
| DT  | -              |             |

| POR | Walter Zenga      | 46'     |
| DEF | Leo Cullen        | 46'     |
| DEF | Carlos Llamosa    | 46'     |
| MED | Brian Maisonneuve | 46'     |
| MED | Mark Chung        | 46' 54' |
| DEL | Robert Warzycha   | 46'     |
| DEL | Stern John        | 46'     |
| DEL | Joe-Max Moore     | 46'     |
| DEL | Jaime Moreno      | 46'     |

| POR | Matt Jordan         | 46' |
| DEF | Mauricio Wright     | 46' |
| DEF | Robin Fraser        | 46' |
| MED | Jason Kreis         | 46' |
| MED | Paul Bravo          | 46' |
| MED | Mauricio Cienfuegos | 46' |
| MED | Ross Paule          | 46' |
| DEL | Carlos Hermosillo   | 46' |
| DEL | Ronald Cerritos     | 46' |

| Anotado | 1'         | Roy Lassiter      |
| Anotado | 62' (pen.) | Joe-Max Moore     |
| Anotado | 73'        | Carlos Valderrama |
| Anotado | 83'        | Stern John        |

| Anotado | 13' | Preki           |  |
| Anotado | 32' | Roman Kosecki   |  |
| Anotado | 36' | Cobi Jones      |  |
| Anotado | 38' | Preki           |  |
| Anotado | 84' | Mauricio Wright |  |
| Anotado | 89' | Ronald Cerritos |  |

| Árbitro             | Sandra Hunt      |
| Árbitros asistentes | Jorge Reyes      |
| Árbitros asistentes | Thomas Bobadilla |